# WCW 월드 헤비웨이트 챔피언십
WCW 챔피언십(WCW Championship) 혹은 WCW 월드 헤비웨이트 챔피언십(WCW World Heavyweight Championship)은 한때 WWE의 라이벌 단체였던 WCW의 월드 타이틀 벨트로 2001년 WWE 챔피언십과 통합되어
사라졌다가 WWE 월드 헤비웨이트 챔피언십이라는 이름으로 부활하였다. (역사는 승계되지 않음. 허나 WWE 측에서 히스토리 오브 월드 헤비웨이트 챔피언쉽 DVD를 발매하여 사실상 역사 승계.)

## 역대 타이틀 명칭
| 타이틀 명칭                  | 연도                              |
| ---------------------------- | --------------------------------- |
| WCW 월드 헤비웨이트 챔피언십 | 1991년 1월 11일 ~ 2001년 3월 26일 |
| WCW 챔피언십                 | 2001년 3월 26일 ~ 2001년 12월 9일 |

## 기록들
- 초대 챔피언 : 릭 플레어
- 마지막 챔피언 : 크리스 제리코
- 최장수 챔피언 : 헐크 호건 (469일)
- 최단 기간 챔피언 : 크리스 제리코 (13분 30초)
- 최다 챔피언 : 릭 플레어 (8회)
- 최중량급 챔피언 : 더 자이언트 (230kg)
- 최경량급 챔피언 : 데이비드 아퀴드 (68kg)
- 최고령 챔피언 : 릭 플레어 (51세)
- 최연소 챔피언 : 더 자이언트 (23세)

## 역대 챔피언
- 릭 플레어 (초대/최고령/최다 챔피언)
- 렉스 루거
- 스팅
- 빅 밴 베이더
- 론 시몬스 (프로레슬링 역사상 최초의 흑인 월드 헤비웨이트 챔피언)
- 헐크 호건 (최장수 챔피언)
- 더 자이언트 (빅 쇼)(최중량급/최연소 챔피언 (이는 랜디 오턴보다도 더 젊은 나이로 획득하였다.))
- 랜디 새비지
- 빌 골드버그
- 케빈 내시
- 다이아몬드 달라스 페이지
- 브렛 하트
- 크리스 벤와
- 시드 비시어스
- 제프 제럿
- 데이비드 아퀴드 (최경량급 챔피언, 프로 레슬러가 아닌 배우)
- 부커 T
- 빈스 루쏘
- 스캇 스타이너
- 커트 앵글
- 더 락
- 크리스 제리코 (최단기간 챔피언/마지막 챔피언)

## 같이 보기
- 트리플 크라운 챔피언십
- WWE 챔피언십
- WWE 유니버셜 챔피언십
- 월드 헤비웨이트 챔피언십 (WWE, 2023)
- 월드 헤비웨이트 챔피언십 (WWE, 2002~2013)
- WWE NXT 챔피언십
- AEW 월드 챔피언십
- ECW 월드 헤비웨이트 챔피언십
- TNA 월드 챔피언십
- RoH 월드 헤비웨이트 챔피언십
- GFW 글로벌 챔피언십